# Vasile Pușcașu
Vasile Pușcașu, född 2 maj 1956 i Bârsănești, är en rumänsk brottare som tog OS-brons i tungviktsbrottning i fristilsklassen 1984 i Los Angeles och därefter OS-guld i samma viktklass 1988 i Seoul. 